# Collegio elettorale di San Martino Buon Albergo (Camera dei deputati)
Il collegio di San Martino Buon Albergo fu un collegio elettorale uninominale della Repubblica Italiana per l'elezione della Camera dei deputati. Apparteneva alla circoscrizione Veneto 1 e fu utilizzato per eleggere un deputato nella XII, XIII e XIV legislatura.
Venne istituito nel 1993 con la cosiddetta Legge Mattarella (Legge n. 277, Nuove norme per l'elezione della Camera dei deputati), attuata in seguito al referendum abrogativo del 1993. La legge istituì per la Camera dei deputati e per il Senato della Repubblica un sistema di elezione misto, in parte maggioritario e in parte proporzionale. Il 75% dei parlamentari dell'assemblea veniva eletto in collegi uninominali tramite sistema maggioritario a turno unico; il restante 25% alla Camera veniva eletto tramite sistema proporzionale con liste bloccate.
Il collegio venne abolito insieme a tutti gli altri che costituivano la Camera con la promulgazione della legge elettorale successiva, la cosiddetta Legge Calderoli. Questa prevedeva un sistema proporzionale con premio di maggioranza, che alla Camera veniva attribuito a livello nazionale.

## Territorio
Il collegio di San Martino Buon Albergo era uno dei 37 collegi uninominali in cui era suddiviso il Veneto e, come previsto dal D.Lgs. del 20 dicembre 1993 n. 536, era interamente compreso nella provincia di Verona e comprendeva i seguenti comuni: Badia Calavena, Bosco Chiesanuova, Cazzano di Tramigna, Cerro Veronese, Erbezzo, Fumane, Grezzana, Illasi, Lavagno, Marano di Valpolicella, Mezzane di Sotto, Montecchia di Crosara, Monteforte d'Alpone, Negrar, Roncà, Roverè Veronese, San Giovanni Ilarione, San Martino Buon Albergo, San Mauro di Saline, San Pietro in Cariano, Sant'Anna d'Alfaedo, Selva di Progno, Soave, Tregnago, Velo Veronese, Vestenanova.

## Eletti
| Elezione | Elezione | Deputato       | Partito                  |
| -------- | -------- | -------------- | ------------------------ |
|          | 1994     | Mauro Bonato   | Polo delle Libertà (LN)  |
|          | 1996     | Luca Bagliani  | Lega Nord                |
|          | 2001     | Ettore Peretti | Casa delle Libertà (UDC) |

## Dati elettorali

### XII legislatura

#### Risultati proporzionale
| Coalizioni        | Coalizioni                          | Liste                               | Liste                               | Voti   | %     |
| ----------------- | ----------------------------------- | ----------------------------------- | ----------------------------------- | ------ | ----- |
|                   | Polo delle Libertà                  |                                     | Lega Nord                           | 21.363 | 26,50 |
|                   | Polo delle Libertà                  | Forza Italia                        | 15.196                              | 18,85  |       |
| Totale coalizione | Totale coalizione                   | 36.559                              | 45,35                               |        |       |
|                   | Patto per l'Italia                  |                                     | Partito Popolare Italiano           | 15.576 | 19,32 |
|                   | Patto per l'Italia                  | Patto Segni                         | 6.559                               | 8,14   |       |
| Totale coalizione | Totale coalizione                   | 22.135                              | 27,46                               |        |       |
|                   | Progressisti                        |                                     | Partito Democratico della Sinistra  | 5.554  | 6,89  |
|                   | Progressisti                        | Rifondazione Comunista              | 1.980                               | 2,46   |       |
|                   | Progressisti                        | Federazione dei Verdi               | 1.808                               | 2,24   |       |
|                   | Progressisti                        | Alleanza Democratica                | 1.061                               | 1,32   |       |
|                   | Progressisti                        | Partito Socialista Italiano         | 853                                 | 1,03   |       |
| Totale coalizione | Totale coalizione                   | 11.256                              | 13,94                               |        |       |
|                   | Alleanza Nazionale                  | Alleanza Nazionale                  | Alleanza Nazionale                  | 6.384  | 7,92  |
|                   | Lega Autonomia Veneta               | Lega Autonomia Veneta               | Lega Autonomia Veneta               | 3.097  | 3,84  |
|                   | Partito della Legge Naturale        | Partito della Legge Naturale        | Partito della Legge Naturale        | 622    | 0,77  |
|                   | Iniziativa dei Popolari Democratici | Iniziativa dei Popolari Democratici | Iniziativa dei Popolari Democratici | 567    | 0,70  |
| Totale            | Totale                              | Totale                              | Totale                              | 80.620 |       |

#### Risultati uninominale
|                               | Mauro Bonato ✔️ Eletto | Polo delle Libertà (FI - LN - CCD - UDC) | 36 220 | 47,32 |  |  |  |  |  |
|                               | Giovanni Vincenzi      | Patto per l'Italia                       | 17 706 | 23,13 |  |  |  |  |  |
|                               | Pierpaolo Brugnoli     | Progressisti                             | 11 036 | 14,42 |  |  |  |  |  |
|                               | Dionisio Brunelli      | Alleanza Nazionale                       | 6 513  | 8,51  |  |  |  |  |  |
|                               | Giammarino Battistella | Lega Autonomia Veneta                    | 4 629  | 6,05  |  |  |  |  |  |
|                               | Beniamino Leso         | Partito della Legge Naturale             | 440    | 0,57  |  |  |  |  |  |
| Totale                        | Totale                 | Totale                                   | 76 544 | 100   |  |  |  |  |  |
|                               |                        |                                          |        |       |  |  |  |  |  |
| Fonte: Ministero dell'interno |                        |                                          |        |       |  |  |  |  |  |

### XIII legislatura

#### Risultati proporzionale
| Coalizioni        | Coalizioni                         | Liste                              | Liste                                     | Voti   | %     |
| ----------------- | ---------------------------------- | ---------------------------------- | ----------------------------------------- | ------ | ----- |
|                   | Lega Nord                          | Lega Nord                          | Lega Nord                                 | 27.804 | 34,73 |
|                   | Polo per le Libertà                |                                    | Forza Italia                              | 11.130 | 13,90 |
|                   | Polo per le Libertà                | Alleanza Nazionale                 | 9.167                                     | 11,45  |       |
|                   | Polo per le Libertà                | CCD-CDU                            | 6.000                                     | 7,49   |       |
| Totale coalizione | Totale coalizione                  | 26.297                             | 32,84                                     |        |       |
|                   | L'Ulivo                            |                                    | Popolari per Prodi (PPI-SVP-PRI-UD-Prodi) | 6.937  | 8,66  |
|                   | L'Ulivo                            | Partito Democratico della Sinistra | 5.868                                     | 7,33   |       |
|                   | L'Ulivo                            | Rinnovamento Italiano              | 4.069                                     | 5,08   |       |
|                   | L'Ulivo                            | Federazione dei Verdi              | 1.351                                     | 1,69   |       |
| Totale coalizione | Totale coalizione                  | 18.225                             | 22,76                                     |        |       |
|                   | Unione Nord Est                    | Unione Nord Est                    | Unione Nord Est                           | 3.270  | 4,08  |
|                   | Progressisti                       |                                    | Rifondazione Comunista                    | 2.584  | 3,23  |
|                   | Lista Pannella - Sgarbi            | Lista Pannella - Sgarbi            | Lista Pannella - Sgarbi                   | 1.031  | 1,29  |
|                   | Mani Pulite                        | Mani Pulite                        | Mani Pulite                               | 505    | 0,63  |
|                   | Movimento Sociale Fiamma Tricolore | Movimento Sociale Fiamma Tricolore | Movimento Sociale Fiamma Tricolore        | 347    | 0,43  |
| Totale            | Totale                             | Totale                             | Totale                                    | 80.063 |       |

#### Risultati uninominale
|                               | Luca Bagliani ✔️ Eletto | Lega Nord                       | 31 478 | 39,40 |  |  |  |  |  |
|                               | Sandro Sandri           | Polo per le Libertà             | 22 932 | 28,70 |  |  |  |  |  |
|                               | Guariente Guarienti     | L'Ulivo - Lega Autonomia Veneta | 22 835 | 28,58 |  |  |  |  |  |
|                               | Carlo Lavagnoli         | Solidarietà Veneta              | 2 655  | 3,32  |  |  |  |  |  |
| Totale                        | Totale                  | Totale                          | 79 900 | 100   |  |  |  |  |  |
|                               |                         |                                 |        |       |  |  |  |  |  |
| Fonte: Ministero dell'interno |                         |                                 |        |       |  |  |  |  |  |

### XIV legislatura

#### Risultati proporzionale
| Coalizioni        | Coalizioni              | Liste                   | Liste                                 | Voti   | %     |
| ----------------- | ----------------------- | ----------------------- | ------------------------------------- | ------ | ----- |
|                   | Casa delle Libertà      |                         | Forza Italia                          | 25.390 | 31,91 |
|                   | Casa delle Libertà      | Lega Nord               | 11.507                                | 14,46  |       |
|                   | Casa delle Libertà      | Alleanza Nazionale      | 7.769                                 | 9,76   |       |
|                   | Casa delle Libertà      | CCD-CDU                 | 3.389                                 | 4,26   |       |
|                   | Casa delle Libertà      | Nuovo PSI               | 533                                   | 0,67   |       |
| Totale coalizione | Totale coalizione       | 48.588                  | 61,06                                 |        |       |
|                   | L'Ulivo                 |                         | La Margherita (Dem - PPI - RI- UDEUR) | 10.113 | 12,71 |
|                   | L'Ulivo                 | Democratici di Sinistra | 6.018                                 | 7,56   |       |
|                   | L'Ulivo                 | Il Girasole (FdV - SDI) | 1.396                                 | 1,75   |       |
|                   | L'Ulivo                 | Comunisti Italiani      | 604                                   | 0,76   |       |
| Totale coalizione | Totale coalizione       | 18.131                  | 22,78                                 |        |       |
|                   | Lista Di Pietro         | Lista Di Pietro         | Lista Di Pietro                       | 3.569  | 4,49  |
|                   | Democrazia Europea      | Democrazia Europea      | Democrazia Europea                    | 2.418  | 3,04  |
|                   | Liga Fronte Veneto      | Liga Fronte Veneto      | Liga Fronte Veneto                    | 2.310  | 2,90  |
|                   | Rifondazione Comunista  | Rifondazione Comunista  | Rifondazione Comunista                | 1.969  | 2,47  |
|                   | Lista Pannella - Bonino | Lista Pannella - Bonino | Lista Pannella - Bonino               | 1.893  | 2,38  |
|                   | Forza Nuova             | Forza Nuova             | Forza Nuova                           | 613    | 0,77  |
|                   | Abolizione scorporo     | Abolizione scorporo     | Abolizione scorporo                   | 81     | 0,10  |
| Totale            | Totale                  | Totale                  | Totale                                | 79.572 |       |

#### Risultati uninominale
|                               | Ettore Peretti ✔️ Eletto | Casa delle Libertà | 40 218 | 50,34 |  |  |  |  |  |
|                               | Maura Zambon             | L'Ulivo            | 25 242 | 31,59 |  |  |  |  |  |
|                               | Gianluigi Bressan        | Liga Fronte Veneto | 7 004  | 8,77  |  |  |  |  |  |
|                               | Carlo Lavagnoli          | Democrazia Europea | 3 866  | 4,84  |  |  |  |  |  |
|                               | Sergio Vartolo           | Lista Di Pietro    | 3 567  | 4,46  |  |  |  |  |  |
| Totale                        | Totale                   | Totale             | 79 897 | 100   |  |  |  |  |  |
|                               |                          |                    |        |       |  |  |  |  |  |
| Fonte: Ministero dell'interno |                          |                    |        |       |  |  |  |  |  |